# Ligninan
Ligninaner är dimerer eller oligomerer av monolignoler – ibland modifierade sådana. De förekommer i alla landväxter inklusive mossor, och den biologiska funktionen kan till exempel vara skydd mot mikroorganismer. Till skillnad från lignin är de optiskt aktiva, vilket tyder på att de syntetiseras enligt andra principer än lignin; man anser att dirigentproteiner katalyserar hopkopplingen av monomerradikaler i lignanbiosyntes, till skillnad från ligninbiosyntesen, där denna process är okatalyserad. 
En vanlig lignan är pinoresinol. Ligninaner kan ha medicinska tillämpningar, men kan också utgöra ett miljöproblem i exempelvis utsläpp från mekanisk massatillverkning.